# Wiener Gruppe
El grupo de Viena, (en alemán Wiener Gruppe) fue una asociación austriaca de escritores, surgida en Viena en torno a 1954 bajo la influencia de Hans Carl Artmann. Además de Artmann lo compusieron autores como Friedrich Achleitner, Konrad Bayer, Gerhard Rühm, Oswald Wiener, Elfriede Gerstl, Ernst Jandl y Friederike Mayröcker que trabajaron en estrecha colaboración. 
El trabajo del grupo de Viena se arraiga en el campo literario de la poesía barroca, así como en el expresionismo, el dadaísmo y el surrealismo. Recibió un estímulo importante por los representantes del lenguaje y la filosofía (como Hugo von Hofmannsthal, Karl Kraus y Ludwig Wittgenstein). 
La sensibilización sobre la lengua del Grupo de Viena también se refleja en su concepción del lenguaje como un material óptico y acústico. A partir de esta idea, sus miembros incluyen intensamente el desarrollo de la poesía sonora y la poesía visual. 
Después de 1958 el grupo siguió caminos diferentes, marcando el suicidio de Konrad Bayer, en octubre de 1964, el fin del Grupo de Viena.